# سارة الفيصل بن عبد العزيز آل سعود
الأميرة سارة بنت فيصل بن عبد العزيز آل سعود ناشطة سعودية في مجال النساء ورعاية الأطفال، وعضو مجلس الشورى السعودي (1434-1438هـ). أسست جمعية النهضة النسائية الخيرية وهي أول جمعية خيرية في المملكة العربية السعودية. وكرمت بمنحها وسام الملك عبد العزيز من الدرجة الأولى عام 2013م.

## الحياة العائلية
سارة ابنة الملك فيصل من عفت الثنيان. ولدت سنة 1935م، و هي زوجة الأمير محمد بن سعود بن عبد العزيز آل سعود، وأخت كل من الأمير محمد، الأمير سعود، الأمير تركي، الأمير عبد الرحمن، الأمير بندر، الأميرة لطيفة، الأميرة لولوة، والأميرة هيفاء.

## الحياة العملية
- عضو مجلس الشورى اعتباراً من 1434/3/3 هـ.
- رئيسة مجلس أمناء جامعة عفت الأهلية للبنات.
- رئيسة جمعية النهضة النسائية الخيرية.
- رئيسة ملتقى نساء آل سعود.

## أوسمـة وميداليات
- جائزة صاحب السمو الملكي الأمير/ محمد بن فهد، لأعمال البر.
- جائزة شابو على المستوى الخليجي من الاتحاد الأوروبي من المفوضية الأوروبية.
- جائزة بحوث متلازمة داون في شرق المتوسط من منظمة الصحة العالمية.
- جائزة فارسة العطاء العربي.
- حاصلة على وسام الملك عبد العزيز من الدرجة الأولى عام 2013م.[7]